# Franz Halder

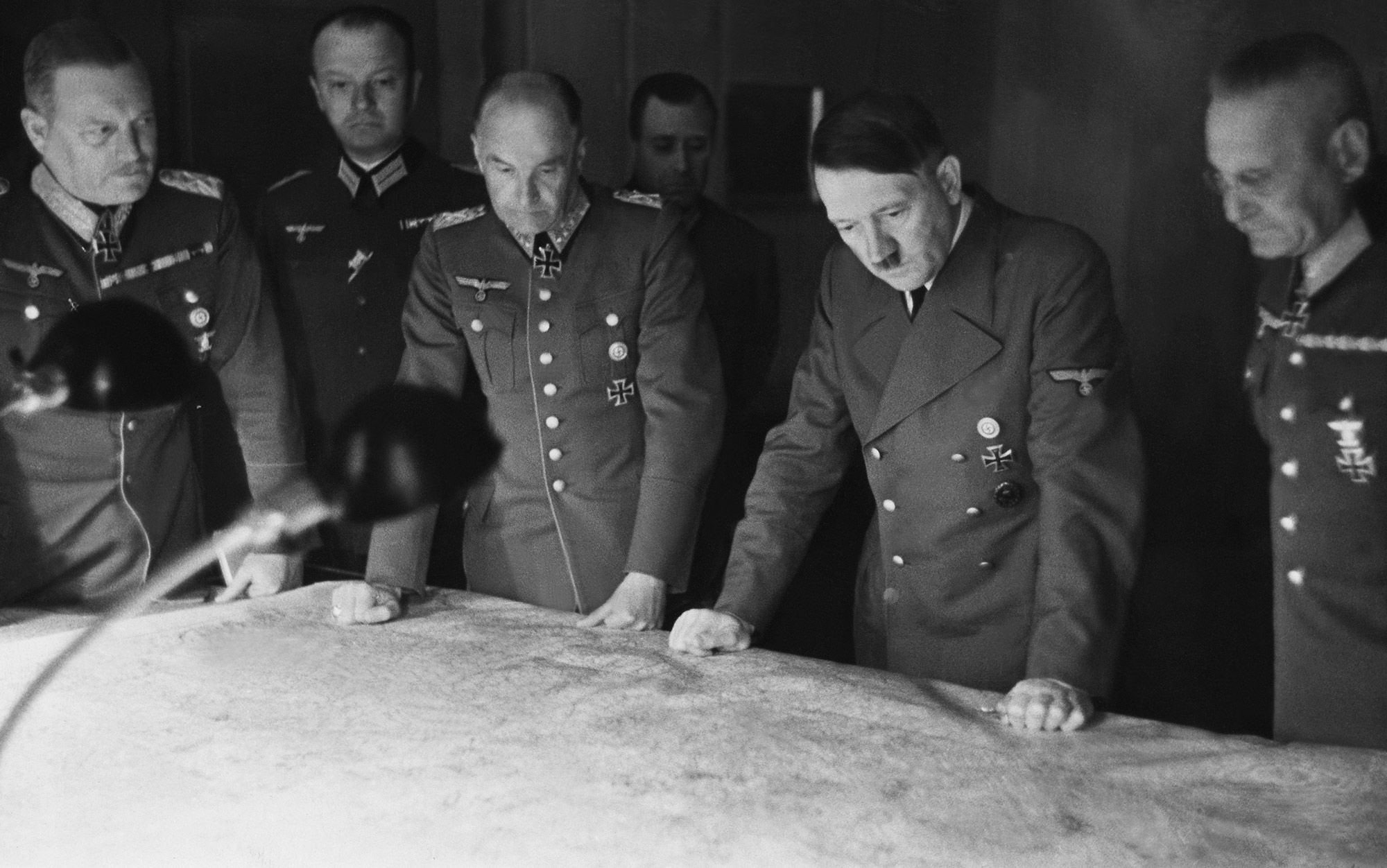
Halder (P) w czasie narady sztabowej z Hitlerem, 1940

Franz Halder (ur. 30 czerwca 1884 w Würzburgu, zm. 2 kwietnia 1972 w Aschau im Chiemgau) – niemiecki wojskowy, historyk wojskowości i pisarz, generał pułkownik, szef sztabu generalnego wojsk lądowych (1938–1942), główny planista Wehrmachtu, współtwórca planów operacyjnych przeciwko Polsce, Norwegii, Francji, Wielkiej Brytanii, Jugosławii, Grecji i Związkowi Radzieckiemu, które pozwoliły Niemcom opanować znaczną część Europy. Popadł jednak w konflikt z ingerującym w sprawy wojskowe Hitlerem (m.in. optującym za atakiem na Stalingrad, czemu Halder był przeciwny) i w 1942 został odwołany, a po zamachu 20 lipca osadzony w obozie koncentracyjnym. Uczestnik I i II wojny światowej.

## Życiorys
Syn generała-majora Maximiliana Haldera, dlatego już zawczasu wytyczono dla niego ścieżkę kariery wojskowej. 14 lipca 1902 wstąpił do bawarskiej armii królewskiej jako podchorąży. Trafił do 3. Bawarskiego Królewskiego Pułku Artylerii Polowej „Prinz Leopold”. Na początku 1903 awansował na stopień chorążego. Potem na jeden rok został odkomenderowany do szkoły wojennej w Monachium. Po odbyciu kursu, 9 marca 1904 awansował na podporucznika. Następne lata spędził w 3. Bawarskim Królewskim Pułku Artylerii Polowej „Prinz Leopold”. Jesienią 1911 został oddelegowany do bawarskiej akademii wojennej. 7 marca 1912 został awansowany na porucznika.
W czasie I wojny światowej służył jako oficer sztabu generalnego. W chwili wybuchu wojny, pełnił funkcję oficera ordynansowego w sztabie III Bawarskiego Korpusu Królewskiego. Za śmiały wypad rozpoznawczy otrzymał Krzyż Żelazny I klasy. Na początku 1915 został mianowany oficerem Ib (adiutantem) w sztabie 6 Bawarskiej Dywizji Piechoty. Stanowisko zajmował przez prawie dwa lata, a w międzyczasie, 9 sierpnia 1915, został kapitanem. Pod koniec grudnia 1916 został oficerem Ia (operacyjnym) w sztabie 5 Bawarskiej Dywizji Piechoty. Wiosną 1917 został przeniesiony do sztabu 2 Armii. Od lata 1917 służył w sztabie generalnym 4 Armii. Jeszcze latem 1917 został przeniesiony do sztabu naczelnego dowódcy na wschodzie jako oficer sztabu generalnego. Pod koniec października został przeniesiony do XV. Bawarskiego Korpusu Rezerwowego. Od końca 1917 służył, również jako oficer sztabu generalnego, w sztabie generalnym Grupy Armii Następcy Tronu Ruprechta. W toku I wojny światowej nadano mu obydwa stopnie Krzyża Żelaznego i inne ordery.
Po wojnie został przyjęty do wojsk lądowych Republiki Weimarskiej. Trafił do oddziału szkoleniowego Ministerstwa Reichswehry. Latem 1920 otrzymał przeniesienie do komendantury Monachium. 1 października 1921 został oficerem sztabu generalnego w sztabie 7 Dywizji Reichswehry. Był tam również instruktorem taktyki na kursach pomocników dowódców. Funkcję wykonywał przez dwa lata. 1 października 1923 został mianowany dowódcą 4. baterii 7 Bawarskiego Pułku Artylerii. Wiosną 1924 został awansowany na majora. Starszeństwo ustalono mu na 1 kwietnia 1923. 1 grudnia 1925 został mianowany oficerem Ia w sztabie 7 Dywizji Reichswehry. 1 lutego 1929 został podpułkownikiem. Teraz został z powrotem przeniesiony do Ministerstwa Reichswehry. Rozpoczął pracę w oddziale szkoleniowym wojsk lądowych Urzędu ds. Wojsk. 1 października 1931 został szefem sztabu 6 Dywizji Reichswehry. 1 grudnia 1931 został awansowany na stopień pułkownika. W czasie rozwijania Reichswehry, 1 października 1934 został mianowany VII. Dowódcą Artylerii, otrzymał też awans na stopień generała-majora. Po rozkamuflowaniu pododdziałów, 15 października 1935 został dowódcą 7 Dywizji Piechoty. W tym czasie walczył z ingerencjami ze strony NSDAP i opowiadał się za powrotem następcy tronu Ruprechta. Jako dowódca dywizji, z dniem 1 sierpnia 1936 otrzymał stopień generała-porucznika. Jesienią 1936 został przeniesiony do naczelnego dowództwa wojsk lądowych. Przygotowywał m.in. wielkie manewry Wehrmachtu w 1937. Halder opracował również nowe koncepcje operacyjnej mobilności wojsk pancernych i nakazał przetestować innowacje w dowodzeniu czy aprowizacji wojska. 12 października 1937 został mianowany II Nadkwatermistrzem naczelnego dowództwa wojsk lądowych. Jako taki z dniem 1 lutego 1938 awansował na stopień generała artylerii. 1 marca 1938 został mianowany I Nadkwatermistrzem. W 1938 został szefem Sztabu Generalnego wojsk lądowych, w miejsce generała Ludwiga Becka, który został zmuszony do ustąpienia ze stanowiska. jednocześnie obiecał przeciwnikom Hitlera, że jest gotów poprzeć zamach stanu, jeżeli dojdzie do wypowiedzenia wojny Francji i Wielkiej Brytanii.
Choć był przeciwny Hitlerowi i rozważał otwarte sprzeciwienie się jego planom militarnym, w końcu nie odważył się na sprzeciw i stopniowo dał się wciągnąć w jego zamierzenia. Brał czynny udział w przygotowaniach do kolejnych agresji: kierował pracami nad planami działań operacyjnych przeciwko Polsce w roku 1939, Norwegii (kampania norweska), Europie Zachodniej i niedoszłej inwazji na Wielką Brytanię w roku 1940, przeciw Grecji oraz Jugosławii (kampania bałkańska) w 1941. Pod jego kierownictwem opracowano plan agresji na Związek Radziecki (plan Barbarossa).
Został zdymisjonowany 24 września 1942 ze względu na odmienne od Hitlera koncepcje strategiczne – nie zgadzał się na przesunięcie części sił w celu zajęcia Stalingradu. Do tego czasu Halder był wspólnikiem w planowaniu i realizacji narodowosocjalistycznej, rasowo-ideologicznej wojny podboju i eksterminacji.
Po zamachu na Hitlera 20 lipca 1944 roku został aresztowany i wysłany do obozu koncentracyjnego we Flossenbürgu, a następnie do Dachau.

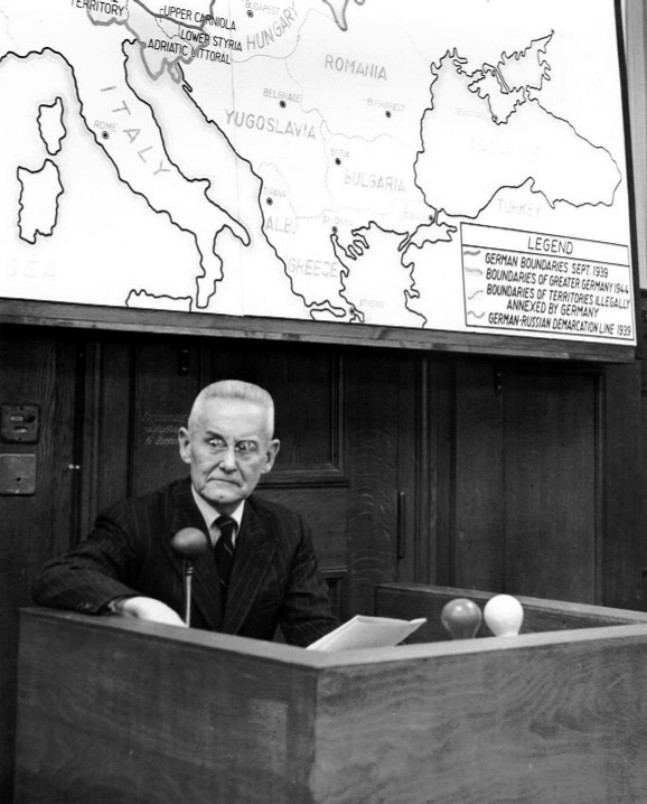
Halder podczas procesu, 1948

Po wyzwoleniu obozu przez wojska amerykańskie 5 maja 1945 został ponownie internowany w oczekiwaniu na proces lub zwolnienie. Mimo że był jednym z najbardziej wpływowych urzędników wojskowych III Rzeszy, nie został oskarżony w procesach norymberskich; zamiast tego był sądzony przed niemieckim sądem pod zarzutem pomagania reżimowi nazistowskiemu. Halder zaprzeczył jakiejkolwiek wiedzy o okrucieństwach reżimu i twierdził, że nie uczestniczył w procesach decyzyjnych; uznano go za niewinnego.
W 1949 wydał książkę Hitler als Feldherr, w której poddał miażdżącej krytyce Hitlera jako wodza i stratega. Autor Dziennika wojennego (3 tomy, były to codzienne zapiski szefa Sztabu Generalnego z lat 1939–1942, cenne jako źródło historyczne). Po zakończeniu wojny przez wiele lat pracował w wydziale historycznym armii amerykańskiej. Tam stał się jednym z czołowych propagatorów mitu czystego Wehrmachtu.
Zmarł 2 kwietnia 1972 roku w Aschau (Bawaria).

## Konflikt z Hitlerem i dymisja
Późnym latem i wczesną jesienią 1942 nastąpiło przesilenie długotrwałego konfliktu generała Haldera z Hitlerem. Wódz zarzucał mu, tak jak i całemu sztabowi, brak energii i wystarczającej woli walki. Przede wszystkim Halder zgłaszał swoje obiekcje w kwestii kierowania 11 Armii Mansteina na Sewastopol, a także był przeciwnikiem równoczesnej ofensywy na Kaukaz i w kierunku Stalingradu. Plany Hitlera zakładały zdobycie złóż ropy naftowej Kaukazu oraz zablokowania transportu po Wołdze, co miało w decydującym stopniu osłabić potencjał gospodarczy ZSRR. Halder wskazywał, że rozbieżne kierunki natarcia mogą spowodować brak wystarczających sił do osiągnięcia założonych celów.
Historia przyznała rację Halderowi. Niemiecka 6 Armia została okrążona i ostatecznie rozbita, tracąc 250 tys. ludzi oraz cały sprzęt. Jednym z czynników sprzyjających sowieckiej operacji okrążającej był brak wystarczających sił do zabezpieczenia skrzydeł 6 Armii, na które kierowano głównie słabo wyposażone wojska sojusznicze. Próby Ericha von Mansteina przebicia się do okrążonej armii Paulusa nie powiodły się, między innymi z konieczności wycofania części atakujących wojsk do zapobieżenia sowieckiemu przełamaniu skierowanemu na Rostów. Uderzenie w tym kierunku groziło odcięciem całego południowego skrzydła wojsk niemieckich i potencjalnym rozbiciem jednostek z ok. 1,5 miliona żołnierzy.
Zanim jednak nastąpiła klęska pod Stalingradem, już w trakcie bitwy doszło do kulminacyjnego starcia Hitlera z generałem Halderem. Gdy Halder przedstawił dowody na to, że Związek Radziecki formuje nowe armie 1 500 000 ludzi na północ od Stalingradu i 500 000 na południowym Kaukazie – Hitler z pianą na ustach rzucił się na niego, wrzeszcząc, że zabrania takiej „idiotycznej gadaniny” w swojej obecności. Tymczasem Halder, który miał wygląd i sposób bycia belfra, zaczął mu cierpliwie tłumaczyć, co może się stać, gdy nowe radzieckie armie odwodowe zaatakują nadmiernie rozciągnięte flanki stalingradzkiego klina. Hitler, dla którego Stalingrad stawał się nową obsesją, ponownie stracił panowanie nad sobą i rzucił się na Haldera, po czym zerwał z jego munduru insygnia i Krzyż Żelazny. 24 września 1942 Hitler pozbawił go stanowiska i przeniósł generała Haldera do grupy oficerów bez przydziału. Nowym szefem sztabu został generał Kurt Zeitzler.

## Po wojnie
Po wojnie Halder współpracował z amerykańskimi siłami okupacyjnymi, m.in. tworząc „Halder Group”, zespół doradców wojskowych, który pomagał analizować niemiecką strategię wojskową podczas zimnej wojny. Jego wiedza była cenna dla USA, które chciały lepiej zrozumieć taktykę Wehrmachtu przeciwko Armii Czerwonej.
W procesie denazyfikacyjnym w Niemczech Halder został sklasyfikowany jako „mniej obciążony” ("Mitläufer") i nie pociągnięto go do odpowiedzialności karnej. W 1961 r. otrzymał nawet wysokie odznaczenie od RFN za pomoc w rekonstrukcji niemieckiego systemu wojskowego.

## Ordery i odznaczenia
- Krzyż Żelazny II Klasy (1914)[11]
- Krzyż Żelazny I Klasy (1915)[11]
- Order Hohenzollernów (1918)[11]
- Kawaler Orderu Zasługi Wojskowej z mieczami i koroną (Bawaria)[11]
- Kawaler I Klasy Orderu Alberta z mieczami (Saksonia)[11]
- Krzyż Zasługi Wojskowej III Klasy z dekoracją wojenną (Austria)[11]
- Szpanga Krzyża Żelaznego II Klasy (1939) (powtórne nadanie)
- Szpanga Krzyża Żelaznego I Klasy (1939) (powtórne nadanie)
- Krzyż Rycerski Krzyża Żelaznego (27 października 1939)
- Meritorious Civilian Service Award